# Akpo
Akpo est un gisement pétrolier du Nigeria découvert en avril 2000 dans la partie offshore, au large Port Harcourt.
Les majors partenaires de la NNPC pour l'exploitation de ce gisement sont Total et la CNOOC. Sa production a commencé en 2009,. Les principaux fournisseurs du matériel du site sont Hyundai Heavy Industries et Technip, pour un montant de plus d'un milliard d'euros,. Le gisement est exploité par une unité flottante de production, de stockage et de déchargement ou FPSO. Celle-ci est ancrée à une profondeur de 1 325 mètres